# Elisha Tarus Meli

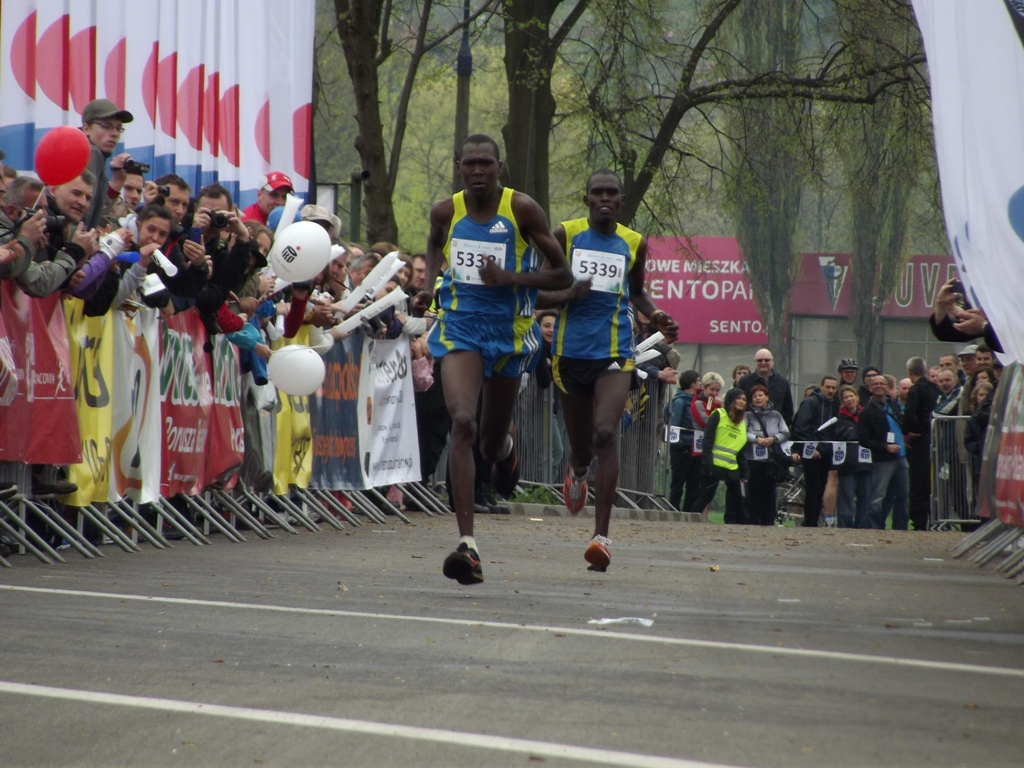
Elisha Tarus Meli (links)und David Kiprono Metto (2013)

Elisha Tarus Meli (* 1988) ist ein kenianischer Langstreckenläufer, der sich auf Straßenläufe spezialisiert hat.
2007 brachte ihn sein entfernter Cousin Michael Kapkiayi in Kontakt mit dem italienischen Trainer Gabriele Nicola, der in Iten eine Athletengruppe betreut. Mit einer Halbmarathon-Bestzeit von 1:03:40 h, erzielt in der Höhe, reiste Tarus dann im Herbst 2008 nach Italien und gewann dort den Turin Half Marathon mit dem Streckenrekord von 1:01:59 h. Auch beim Halbmarathon von Cremona siegte er mit einer Zeit von  1:02:33 h.
2010 siegte er erneut in Turin und belegte den vierten Platz beim Saint-Denis-Halbmarathon. 2011 wurde er jeweils Achter beim Lago-Maggiore-Halbmarathon und beim Humarathon. 2012 kam er beim Yingkou-Marathon auf den 13. Platz. 2014 wurde er Zweiter beim Zagreb-Marathon.

## Persönliche Bestzeiten
- Halbmarathon: 1:01:49 h, 26. September 2010, Turin
- Marathon: 2:14:15 h, 12. Oktober 2014, Zagreb